# ウィリアム・セシル (聖職者)
ルパート・アーネスト・ウィリアム・ガスコイン＝セシル卿（英語: Lord Rupert Ernest William Gascoyne-Cecil、1863年3月9日 – 1936年6月23日）、通称ウィリアム・セシル卿（Lord William Cecil）は、イギリスの聖職者。イギリスの首相第3代ソールズベリー侯爵ロバート・ガスコイン＝セシルの次男で、1916年から1936年までエクセター主教を務めた。奇行で知られるほか、20世紀末の聖職者トレヴァー・ビーソンにはエクセター主教への任命を「能力と経験からみて完全に不適切」と評された。1917年の『タイムズ』への投書で良心的兵役拒否を行う共産主義者への対処として、空襲がよく起きる地域の監獄への移送を提唱、爆弾が近くで投下されることで「突然の転向が起きるかもしれない」との理由を示した。

## 生涯

### 主教就任以前
イギリスの首相第3代ソールズベリー侯爵ロバート・ガスコイン＝セシルと妻ジョージナ・シャーロットの次男として、1863年3月9日にハットフィールド・ハウスで生まれた。イートン・カレッジで教育を受けたが、頭が悪く「魚」（Fish）という不名誉なあだ名をつけられた。1882年1月21日にオックスフォード大学ユニヴァーシティ・カレッジに入学、1886年にB.A.の学位を修得した。
卒業したあと、イーストエンド・オブ・ロンドンのスラム街での数か月間の活動を経てグレート・ヤーマスの副牧師に任命され、1888年にハートフォードシャーのハットフィールドの教区牧師に任命された。1908年より極東における布教活動に関心を寄せ、数度の極東視察を経て中国での布教に関する著作を1冊だしている。

### 主教への任命
1916年に首相ハーバート・ヘンリー・アスキスによりエクセター主教に任命された。この時代のイングランド国教会は任命者の能力を重視するようになり、20世紀末の聖職者トレヴァー・ビーソンはセシルの任命を「能力と経験からみて完全に不適切」と評し、セシルが任命された理由を不明だとしたが、次の説を紹介している。1916年にエクセター主教アーチボルド・ロバートソンが引退して年金受給者になったが、その金額がエクセター教区の収入の3分の1に上り、教区の財政を圧迫したため、後任にはさほど収入が得られなくても生活できる裕福な人物が選ばれることになり、セシルに白羽の矢が立った。こうして、セシルは1916年11月4日にエクセター主教に指名され、12月28日に正式に任命された。
エクセター主教の職務上貴族院議員でもあったが、祈祷当番になったときを除いてほとんど会議に出席しなかった。

### 奇行
セシルは下記の奇行で知られている。
- 先輩にあたる聖職者に会っているとき、書斎の暖炉に間違って硫化銅の粉を投げ入れてしまう[5]。先輩たちは家具の後ろに隠れるが、セシルは緑色の炎を見て、色が好きだとコメントした[5]。
- あるとき、お茶とクランペットが出された[5]。セシルはクランペットを手に取り、床の穴に隠れたねずみに合図を出し、出てきたねずみ2匹にあげた[5]。
- 聖餐式の直前、セシルは持つものが多すぎたため両手が塞がってしまい、ハンカチを一旦口にくわえたが、部屋から出てきて聖餐式をはじめたときも口にくわえたままだった[5]。
- 神学の議論で自身の意見が通らなかったとき、聖書を「あのやっかいな本」（that awkward book）と呼んだことがあった[5]。ただし、これは聖書の複雑さに文句を言っているとの好意的な見方もあり、実際にハットフィールド教区牧師の在任中に礼拝を簡略化している[7]。
- 出かけるとき、出先で出かけた理由を忘れることが多く、その解決策として毎度近くの家に無断で入り、妻に電話かけることを要求した[5]。
- 間違って他人の自転車に乗ってしまうことが多く、その度に持ち主に謝ってきたが、謝った後の帰りでまた同じ人の自転車に乗ってしまうこともあった[5]。妻はセシルが二度と間違えないよう自転車を赤色に塗装した[5]。すると、セシルは今度は赤色の郵便配達員用自転車で（未配達の郵便を載せたまま）家に帰ってきてしまったため、カナリア色（鮮やかな黄色）に変えることを余儀なくされた[5]。

このような性格のセシルをセシルより1世代後のセント・ポール大聖堂参事会長ウォルター・ロバート・マシューズは「かなり馬鹿らしいことを言いうるが、時には預言者のように話し、ほとんどの人より神に近いと感じられる」と評価したが、ビーソンは「このような特質はキリスト教の主教にとって悪くはないが、それだけでは20世紀の教会指導者に求められることを満たすには足りない」と評した。

### タイムズへの投書
第一次世界大戦中の1917年10月、ダートムーア監獄を訪れた後に『タイムズ』への投書で自身の見解を発表した。ダートムーアでは良心的兵役拒否者1,100人が投獄されており、そのうち4分の1が宗教を理由に兵役を拒否している。セシルは投書でそれ以外を「イングランドを嫌う者」か、大戦を「資本主義者の戦争とみなしている」者（共産主義者を指す）であると述べ、全員が1か所に投獄されているため、宗教を理由とする兵役拒否者が悪影響を受ける可能性を憂慮した。この問題を解消する手段として、宗教を理由とする兵役拒否者を釈放し、それ以外を「敵機がよく訪れる地域」に移すことを提唱した。空襲が近くで起きることで、「急に転向するかもしれない」という期待があっての提案だった。2010年代にこの投書を発見したエクセター大学の歴史学者リチャード・バッテン（Richard Batten）は「現代ではセシル主教の意見を受け入れにくいが、（この投書は）1世紀前のデヴォン、および全イギリスの人々が戦争とそれに起因する重圧に疲れたことと、ロシア革命の影響を恐れたことを示している」と評した。

### 晩年
地元では自転車に乗っている姿から「サイクリング・ビショップ」（Cycling Bishop、自転車に乗る主教）と呼ばれ、72歳の誕生日（1935年）には自転車をやめてオープンカーに乗ると決めたことが新聞で報じられた。
1936年6月23日に死去した。

## 著作
- Gascoyne-Cecil, Lord William (1906). Science and Religion (英語). London: Hodder and Stoughton.
- Gascoyne-Cecil, Lord William (1911). Changing China (英語) (4th ed.). London: James Nisbet & Co.
- Cecil, Lord William (1920). Difficulties and Duties: Being the Substance of a Charge Given on His Primary Visitation (英語). London: Nisbet & Co.

## 家族
1887年8月16日、フローレンス・メアリー・ブートル＝ウィルブラハム（Florence Mary Bootle-Wilbraham、初代ラソム伯爵エドワード・ブートル＝ウィルブラハムの娘）と結婚、4男3女をもうけた。
- ランドル・ウィリアム（1889年11月28日 – 1917年12月1日） - 陸軍軍人、戦死。1914年6月にドロシー・ジャナウェイ（Dorothy Jannaway）と結婚したが、1915年に離婚した。1916年6月2日にエリザベス・クレア・ターナー（Elizabeth Claire Turner、ジョージ・ターナーの娘）と再婚、1男ウィリアム（1917年に生まれ、同年に夭折）と1女アン・メアリー（ランドルの死後、1918年7月29日に生まれた）をもうけた[4]
- ヴィクター・アレグザンダー（英語版）（1891年5月21日 – 1977年1月17日[12]） - 陸軍軍人。第一次世界大戦に参戦して2度負傷した。1915年11月25日、ステラ・ワトソン（Stella Watson、アーサー・ワトソンの娘）と結婚、子供あり[4]
- ジョン・アーサー（1893年3月28日 – 1918年8月27日） - 陸軍軍人、戦死[4]
- ルパート・エドワード（1895年1月20日 – 1915年7月11日） - 陸軍軍人、戦死[4]
- イヴ・アリス（1900年1月13日 – 1995年2月3日[12]） - 1929年4月16日、リチャード・シェリー（Richard Shelley、第9代準男爵サー・ジョン・シェリーの次男）と結婚、子供あり[4]
- メアリー・イーディス（1900年1月13日 – 1994年[13]） - 1921年1月29日、第4代マナーズ男爵フランシス・マナーズ（英語版）と結婚、子供あり[4]
- アン（1906年10月8日 – 1924年10月23日[4]）